# Kang Sok-ju
Kang Sok-ju, född 29 augusti 1939 i Pyongwon i Södra Pyongan, död 20 maj 2016 i Pyongyang, var en nordkoreansk politiker. Han var landets tillförordnade utrikesminister från Paek Nam-suns död 2 januari 2007 till Pak Ui-Chuns utnämning 18 maj 2007.

## Utmärkelser
- Kim Il-sung-orden,  april 1992[2]
- Kim Jong-il-orden,  februari 2012[3]
- Arbetets hjälte (Nordkorea)[4]
- Första graden av Nordkoreas nationalflaggorden[4]

[Redigera Wikidata]